# Batalla de Albarracín
La batalla de Albarracín fue una pequeña batalla ocurrida en la localidad turolense de Albarracín durante el verano de 1937 en el contexto de la guerra civil española.

## Antecedentes
El frente de Aragón constituía desde el comienzo de la guerra un frente secundario, pero también un objetivo primordial de las tropas republicanas. Las tropas franquistas de Aragón mantenían una débil posición defendiendo una larga línea de frente que iba desde los Pirineos hasta la capital turolense y de ahí continuaba hasta los Montes Universales y el nacimiento del río Tajo. Así, resultaba un objetivo apetecible ante las numéricamente superiores tropas republicanas, especialmente Huesca y Teruel, que se hallaban sitiadas. Como apoyo a la ofensiva republicana sobre Brunete y para obligar al enemigo a mantener sus posiciones en este frente, los republicanos de Aragón planean lanzar una pequeña ofensiva sobre Albarracín. No obstante, el objetivo en el frente de Teruel pasa por envolver la capital turolense desde la retaguardia.

## Desarrollo de las operaciones

### Ofensiva republicana
En un rápido despliegue sobre las alturas que se encuentran alrededor de esta localidad, fuerzas de la 42.ª División republicana (encuadrada dentro del XIII Cuerpo de Ejército) toman posiciones para atacar la ciudad. La 42.ª División alinea a las brigadas mixtas 61.ª, 60.ª y 59.ª, con unos 9000 hombres listos para la acción. Se encuentran frente a una localidad débilmente defendida y en una fácil posición de conquista.
El día 5 la división rompió las líneas enemigas y para el día 7 irrumpe en la ciudad. La población es conquistada rápidamente y casi en su totalidad, a excepción de dos núcleos de resistencia concentrados en el Cuartel de la Guardia Civil y en la catedral, compuestos de civiles y algunos militares simpatizantes del bando sublevado en su mayor parte. En el ataque a la localidad será la 60.ª Brigada mixta la que llevará el peso de las operaciones, siendo secundada por fuerzas de las otras dos brigadas. Por otro lado, la mayor parte de la 59.ª Brigada se dirigió hacia Gea de Albarracín para reforzar las posiciones mientras que la 61.ª Brigada se dirigió hacia Monterde (localidad que conquistó) y el vértice Vallejo Largo. Tras la conquista republicana, la mayor parte de los defensores franquistas tomaron posiciones en la parte alta Albarracín mientras la Aviación nacional bombardeó los enclaves republicanos. Desde ese momento los republicanos pasan a la defensiva.

### Contraataque de los sublevados
Las fuerzas sublevadas, integradas mayoritariamente por unidades del Tercio y Regulares marroquíes (pertenecientes a la 13.ª División del general Barrón) comienzan su avance por las carreteras que penetran en la sierra de Albarracín; a partir del día 9 las fuerzas rebeldes se reorganizan formando 3 columnas bajo el mando del general Ponte. Ante esta situación, el día 11 las tropas republicanas reciben órdenes de mantener a toda costa sus posiciones en Albarracín y vencer definitivamente la resistencia de los refugiados que se encuentran en concentrados en algunos edificios, que desde el día 8 resisten sin agua ni víveres. Los sublevados montan un contraataque general que supera a los republicanos y el 14 de julio las tropas de Ponte logran romper las posiciones republicanas en torno a Albarracín y reconquistan la localidad.
El día 16, en medio de una fiera resistencia republicana (que aprovecha de la orografía de la zona) y duros combates, los franquistas han recuperado todas las posiciones que habían perdido al inicio de la ofensiva. No obstante, aprovechando el ímpetu de su contraofensiva, los sublevados avanzan hacia la línea de los Montes Universales, situada entre Cuenca y Teruel. La ya quebrantada resistencia republicana es incapaz de hacer frente ante la avalancha nacionalista, y el 21 de julio las fuerzas rebeldes ya han conquistado varias poblaciones republicanas. El día 31 las fuerzas republicanas continúan la retirada desordenada de sus posiciones defensivas en los Montes Universales ante el avance de la contraofensiva nacional. Hacia el 7 de agosto continúan las acciones en el sector de Bezas, en la carretera a Cañete y Cuenca, pero el avance nacional está casi extinguido y las acciones bélicas han finalizado ya para el día 11.

## Resultado
La batalla no tuvo ninguna influencia ni en el contexto del Frente de Aragón ni en la batalla de Brunete, si bien los sublevados avanzaron algunos kilómetros y conquistaron algunas poblaciones, reforzando sus posiciones defensivas en el flanco sur de Teruel. Hasta el final de la guerra, el frente se mantuvo prácticamente estabilizado sin apenas enfrentamientos dignos de mención.